# 马赫迪 (阿拔斯哈里发)
马赫迪（阿拉伯语：‎，al-Mahdi，740年代—785年7月24日），阿拔斯王朝第三代哈里發。744或745年出生，父亲是第二代哈里发曼蘇爾，775年10月6日继承父亲曼蘇爾成为哈里发。785年7月24日去世，儿子哈迪即位。

## 哈里发
775年，哈里发曼苏尔死于麦加朝觐途中，马赫迪即位。马赫迪继承了前任的和平统治，在位期间，改善了同阿里后裔的关系。巴尔马克家族成员成为了维奇尔，他们同哈里发的紧密关系，确保了阿拔斯王朝的繁荣。马赫迪执政十年间，他囚禁了最信任的维奇尔雅各布·伊本·达吾德。在公元783年，马赫迪开展了一次运动，导致大量异教徒（Zindiq）的处决。马赫迪热爱音乐和诗歌，许多音乐家和诗人得到了他的赞助。因此，他的儿子易卜拉欣（Ibrahim ibn al-Mahdi） (779–839)和女儿乌拉娅（‘Ulayya bint al-Mahdī ）(777-825)都是著名的诗人和音乐人
775年，东罗马帝国使者塔拉斯（Tarath）向新任哈里发表达了祝贺。塔拉斯主动提出用他的知识来建造一座工厂，每年可以获得50万迪拉姆的收益，相当于建造的成本。完工后，塔拉斯的计划被证明是正确的。马赫迪下令，即使在塔拉斯离开之后，所有的收益也将交给他。据信，这一行为持续到780年塔拉斯死亡。
777年，马赫迪镇压了在呼罗珊的优素福·伊本·易卜拉欣暴动。同年，马赫迪废除了继承人伊萨·伊本·穆萨（Isa ibn Musa），并指定自己的儿子穆萨·哈迪为继承人，并从贵族中挑选人才为继承人效忠。778年，镇压了叙利亚的伍麦叶余孽阿卜杜拉暴动。
785年，马赫迪被一位嫔妃毒死。

## 註腳
1. ↑  Hilary Kilpatrick, ‘Mawālī and Music’, in Patronate and Patronage in Early and Classical Islam, ed. by Monique Bernards and John Nawas (Leiden: Brill, 2005) pp. 326-48.
2. ↑  Marozzi, p. 25